# Madeleine Mantock
Madeleine Mantock (ur. 26 maja 1990 w Nottingham) – brytyjska aktorka, która wystąpiła m.in. w serialach Into the Badlands, The Tomorrow People i Charmed.

## Filmografia

### Filmy
| Rok  | Tytuł                            | Rola         | Uwagi       |
| ---- | -------------------------------- | ------------ | ----------- |
| 2014 | Na skraju jutra                  | Julie        |             |
| 2016 | The Truth Commissioner           | Laura        |             |
| 2017 | Breaking Brooklyn                | Faith Bryant |             |
| 2018 | Sasha and Jo are Getting Married | Sasha / Jo   | krótkometr. |

### Telewizja
| Rok     | Tytuł                          | Rola            | Uwagi              |
| ------- | ------------------------------ | --------------- | ------------------ |
| 2011–12 | Na sygnale                     | Scarlett Conway | w gł obsadzie      |
| 2013    | Lee Nelson’s Well Funny People | Miss Summers    | 1 odcinek          |
| 2013–14 | The Tomorrow People            | Astrid Finch    | w gł obsadzie      |
| 2015–17 | Into the Badlands              | Veil            | w gł obsadzie      |
| 2018    | The Long Song                  | Clara           | miniserial; 3 odc. |
| 2018    | Age Before Beauty              | Lorelei         | 6 odc.             |
| 2018–21 | Charmed                        | Macy Vaughn     | gł. rola           |